# Combate de San Pedro
O Combate de San Pedro ocorreu em 7 de junho de 1807 no contexto das invasões britânicas ao Rio da Prata. Na batalha os britânicos derrotaram o corpo expedicionário enviado desde Buenos Aires para auxiliar à campanha da Banda Oriental em sua luta contra o invasor.

## Antecedentes

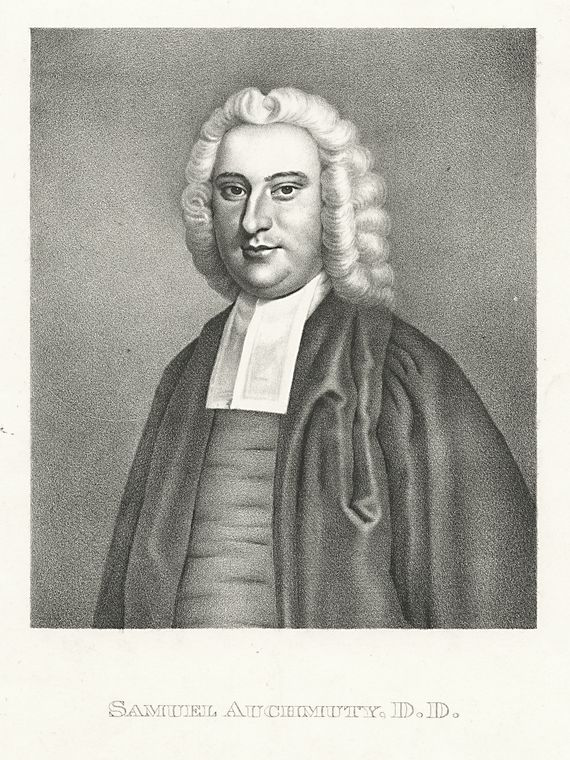
Samuel Auchmuty.

Depois da captura de Montevidéu na segunda invasão inglesa ao Rio da Prata, o vice-rei Rafael de Sobremonte e as tropas que ainda o seguiam continuaram inativos a curta distância da praça tomada, até que sua deposição e detenção iminentes por parte do Cabildo de Buenos Aires fez desaparecer ainda essa tênue ameaça. Ficava no entanto em pé a possibilidade de uma expedição vinda de Buenos Aires, pelo que em março de 1807 o general Samuel Auchmuty encomendou ao coronel de <i id="mwFw">Highlanders</i> Denis Pack que com um destacamento ocupasse a Colônia do Sacramento, posto fortificado de 2800 habitantes que era considerado o ponto mais ameaçado da costa oriental.
As tropas embarcaram em Montevidéu em 9 de março mas devido ao mau tempo os transportes navais zarparam apenas no dia 13 rumo à Colônia, escoltados pelo HMS <i id="mwHg">Pheasant</i>. Chegaram à Colônia na tarde de 15 de março, desembarcando-se um destacamento de rifles com bandeira de parlamento, que descobriu que o comandante da praça Ramón del Pino se tinha retirado à campanha com as milícias de cavalaria renunciando a defender a posição pela falta de artilharia.
Em 16 de março de 1807, Pack ocupou sem resistência a posição com mais de mil homens. Segundo alguns autores sua divisão estava composta de 6 companhias do 40º Regimento de Infantaria (major Campbell) e quatro companhias ligeiras (três do 95º regimento de Rifles e um esquadrão do 9º de Dragões) sob comando do major William Trotter. Outras fontes indicam que contava com as seis companhias do 40º Regimento, mas que as quatro companhias do Batalhão Ligeiro eram companhias de caçadores dos regimentos 38º, 40º, 47º e 87º, às que se agregavam as três companhias do segundo batalhão do 95º comandadas pelo major Thomas Christopher Gardner. Finalmente, fontes britânicas incluem alguns homens do 71º Regimento de Highlanders, a unidade de Pack, que tinham escapado da captura depois da reconquista de Buenos Aires.
Enquanto Pack destacava unidades de 200 e 300 homens em lugares estratégicos e fortalecia as defesas com "cavalos de frisa", del Pino estabeleceu seu acampamento nas orlas do arroio El Colla e destacou em bandos de guerrilhas os Voluntários de Cavalaria da Colônia sob o comando de Pedro Manuel García para fustigar as comunicações terrestres entre Colônia e Montevidéu.
A fins desse mês conseguiu chegar a Buenos Aires o coronel Francisco Javier de Elío, nomeado na Espanha como Comandante Geral da Campanha Oriental que tinha escapado de "Montevidéu disfarçado e diz que toda a tropa que têm os ingleses não vale nada; que com só dois mil homens escolhidos se atreve a todos eles".
A Junta de Guerra de 2 de abril decidiu então reunir uma força de 500 homens de infantaria que recrutar-se-ia entre as milícias voluntárias criadas na cidade em 1806 depois da reconquista, principalmente do Regimento de Patrícios, mais os voluntários que pudessem se oferecer, os que ao comando de Elío e apoiados por quatro canhões e 2 obuses, devia cruzar à Banda Oriental com o fim de fustigar os britânicos e evitar que controlassem a campanha. A esses fins autorizava-se-lhe a Elío a assumir o comando de todas os grupos de voluntários ou dispersos do exército de Sobremonte que permanecessem em armas, a dispor das caballadas que encontrasse nas estadias reais, e a considerar botim de guerra toda mercadoria inglesa que se capturasse distribuindo seu valor entre suas tropas.
Além do botim, como incentivo o Cabildo de Buenos Aires assegurou que velaria pelas famílias dos caídos e ofereceu uma recompensa de 4000 pesos fortes para o que capturasse ao tenente coronel Pack por perjuro.
Destinaram-se para as despesas operativas da expedição 12000 pesos. O responsável seria Antonio Isla, Oficial de Contabilidade do Exército, até que efetuado a travessia se faria Rafael Pérez del Puerto servidor público da Real Fazenda residente na Capela de Mercedes que tinha sido designado Ministro da Expedição.

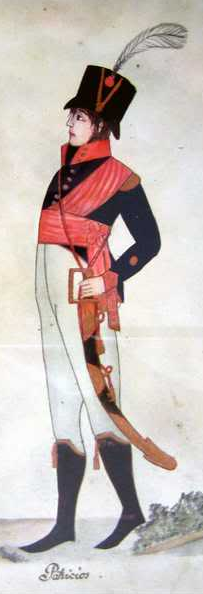
Oficial de Patrícios (1807).

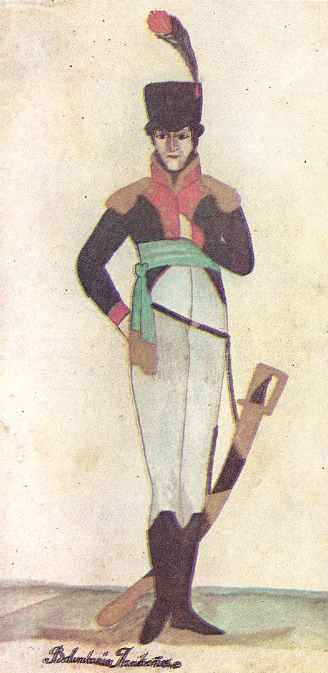
Oficial de Arribeos.

O número dos efetivos finalmente reunidos para o denominado “Exército em operações na Banda Oriental do Rio da Prata” varia segundo os autores: de 900 ou 1000 até 1500 homens (ainda que este seja provavelmente o número ao momento do ataque). As tropas estavam organizados da seguinte maneira:
- Comandante: coronel Francisco Javier de Elío;
- Segundo Chefe: capitão de fragata José Corvera;
- Chefe da Frota: capitão de fragata Juan Gutiérrez da Concha;
- Batalhão de Arribeños: 2 companhias com um total de 120 homens ao comando do tenente Agustín Marquéz;[9]
- Batalhão de Castas: 2 companhias de granadeiros ao comando do capitão Agustín José Sosa com 120 homens e 2 companhias de fuzileiros com similares efetivos.[9] Servia como agregado o capitão Juan Bautista Raymond;[Nota 2]
- Regimento de Patrícios: 1ª companhia do Primeiro Batalhão a ordens do capitão Martín Medrano, com 61 homens;[10][11]
- Terço de Minhões de Catalunha: 7ª e 8ª companhia com os capitães José Grau e Juan Santos de Irigoyen com 200 homens;[5]
- Blandengues de Buenos Aires: um destacamento de 10 homens ao comando do alferes de la Peña;[5]
- Regimento "Fixo" de Dragões de Buenos Aires: uma companhia reduzida ao comando do capitão Nolasco Solano com 42 homens;[5]
- Corpo de Voluntários Artilheiros da União: 4 canhões da 6 libras e 2 obuses de 6 polegadas.[9]

Em 9 de abril, o capitão de fragata Juan Gutiérrez de la Concha dispôs das embarcações de tráfico necessárias para o transporte e as de guerra disponíveis como escolta da expedição.
Em 12 de abril de 1807, produziu-se o embarque das tropas, que zarparam na manhã do 13 de abril e chegaram ao anoitecer do dia 16 em Las Higueritas (atual Nova Palmira). Depois de finalizar o desembarque dos víveres e as tropas, ao dia seguinte iniciaram sua marcha a pé e com o auxílio de só catorze carretas (se previa contar com 56 transportes) para a população de Las Víboras onde deixaram parte do parque, para em 18 de abril se localizar na Calera de las Huérfanas.
Depois de aumentar suas forças com dispersos de Sobremonte até remontar 1500 homens, iniciou sua aproximação a Colônia.

### Combate de Colônia do Sacramento
Após quatro dias de marcha, em 21 de abril Elío chegou com seu exército às imediações do Real de San Carlos, onde deixou a artilharia com uma escolta e às 22:00 horas do 21 de abril Elío iniciou o avanço com suas tropas por cânions e desfiladeiros afastados do caminho que une o Real de San Carlos com a Colônia confiando em encontrar a guarnição dormindo.
Ainda que avançou "com a mais torpe precipitação, sem adiantar espiões, sem ocultar o grosso de nossa gente, sem saber explorar o campo inimigo, e numa palavra, sem a mais mínima precaução", as tropas da vanguarda conseguiram infiltrar-se entre as linhas inimigas mas "…no momento em que estavam prontos para o assalto, a um minhão se lhe disparou a arma, com o que perderam o efeito surpresa.".
Os espanhóis tiveram na ação oito mortos, entre 8 e 16 feridos e vários prisioneiros, enquanto os britânicos tiveram um soldado morrido e feridos o major William Trotter, o capitão Willgrass e um cabo.

## Reorganização das forças espanholas
Pese à falta de perseguição, os atacantes retiraram-se até a estadia de Calera de las huerfanas, distante 70 quilómetros.
Em 23 de abril, Elío comunicou a Buenos Aires o falhanço e seu desânimo pela falta de valor e disciplina em seus soldados, e solicitou urgentes reforços. Entre os que permaneceram com ele e os desertores capturados pelos bandos, só tinha reunido 450 homens. Desconfiando de seus oficiais, anunciou que mal tivesse navios disponíveis a maioria regressaria a Buenos Aires e que ele permaneceria à espera dos reforços escoltado só por 40 marinheiros e alguns Miñones.
O anúncio só serviu para promover a indisciplina. Durante o conselho de guerra seguinte terminou com um Patrício ferindo com sua baioneta um oficial e outros dois soldados de seu corpo, Elío caiu na conta de que a maioria de seus homens, sem bem contavam com experiência de combate urbano, eram uma milícia voluntária de cidadãos e jamais tinham recebido instrução sobre disciplina militar nem se consideravam particularmente sujeitos a ela. Elío ordenou então se lê-se o regulamento às suas tropas, em especial aos Miñones a quem considerava sediciosos.
Ao receber as notícias, a Real Audiência em Buenos Aires, reuniu-se à Junta de Guerra e em 25 de abril decidiu enviar os reforços solicitados e ordenou que deviam marchar à Banda Oriental um esquadrão dos Hussardos de Pueyrredón, tropas do Regimento de Patrícios, da Marinha Real e do Regimento de Infantaria de Buenos Aires, o Fixo, às ordens do capitão José Píriz.
Em 2 de maio, Elío recebeu a confirmação do envio de reforços e o comunicou a seus oficiais. Na junta Juan Bautista Raymond solicitou deixar o comando dos Miñones por considerar que dirigia um "Batalhão de Ingratos, que com nenhuma razão podia entusiasmá-los» e era incapaz de motivá-los a lutar. Elío se dirigiu aos milicianos do dito corpo (em sua maioria franceses e italianos, com alguns irlandeses e alemães desertores dos britânicos), que o confirmou de sua decisão de não continuar na expedição por considerarem-se ofendidos de que os atribuiu o fracasso do ataque à Colônia.
Com 30 miñones, os únicos a obedecê-lo, Elío formou uma Companhia de Caçadores Estrangeiros que pôs ao comando de Carlos Laforett, e fez desarmar ao resto da unidade. Assim mesmo, considerando que reforçaria a disciplina, nomeou oficiais e sargentos brancos nas companhias de Castas, o que gerou novos descontentamentos.
Nesse mesmo dia enviou à Real Audiência de Buenos Aires um "Ofício sobre indisciplina e criação do Corpo de Caçadores Estrangeiros" onde depois de citar o pedido de relocalização de Raymond, relatou que "fui falar aos Miñones, e após lhes fazer ver que V. A. não queria a nenhum da Expon. que o que não seja capaz de defender a seu Rei aqui, não o era em nenhuma parte, a desonra que resultar-lhes-ia de se apresentar fugindo do perigo, quando outros corpos vinham voluntariamente"
Ainda que finalmente desistiu de sua ideia de colocar oficiais e sargentos brancos nas companhias de Pardos, ao menos, até a chegada do novo contingente de tropas em 5 de maio as companhias de Castas solicitaram formalmente o translado a Buenos Aires. Elío os fez encerrar e apontar com duas peças de artilharia carregadas com metralha. Presas do pânico, os milicianos arrojaram-se à terra desculpando-se e jurando obediência absoluta a seu comandante. Um cronista da época relataria que "após os expor aos mais inúteis sacrifícios, os tratava publicamente de ineptos e covardes, chegando até o extremo, quando o descalabro da Colônia, de desarmar vários troços destas tropas, formadas da comunidade de Buenos Aires, encerrando num pátio do quartel general da Calera e abocanhando-lhes dois obuses com ordem de disparar ao mais leve movimento".
Desconhecedor das características de uma força como a que mandava, consciente de seu carácter voluntário e orgulhoso de seus direitos cidadãos e de sua vitória sobre os britânicos especialmente destacada pelo falhanço das unidades profissionais, e presa de um carácter unanimemente descrito como "desacertado, altaneiro e atrevido", jactancioso e volúvel, Elío se fez "objeto de aborrecimento universal."
Nesse mesmo dia recebeu a notícia de que os britânicos tinham tomado San José pelo que enviou duas companhias com cem homens dos Voluntários de Cavalaria da Colônia sob o comando do capitão Pedro Manuel García para hostilizar as comunicações inimigas entre San José e Santa Luzia com Montevidéu.
Também nesse 5 de maio, chegaram notícias de que os ingleses tinham saqueado a igreja de Colônia do Sacramento, pelo que Elío enviou a Pack uma missiva declarando que "…o sangue de V. S. e de todos seus soldados será derramada e não dar-se-á quartel a ninguém".
Em 18 de maio, zarpou de Buenos Aires o capitão José Píriz. A expedição estava composta por:
- Patrícios: 1ª (Medrano), 7ª (del Texo) e 8ª (Patrón) companhias do Primeiro Batalhão, 200 homens aproximadamente;
- Arribeños: 2 companhias ao comando do capitão de Miguel e tenente Agustín Marquéz, 120 homens;
- Castas: 4 companhias (2 de granadeiros e 2 de fuzileiros) ao comando do capitão Sosa, 240 homens aproximadamente;
- Real Corpo de Marinha: duas companhias de marinheiros ao comando do tenente de navio de la Corvera, 80 homens;[5]
- Caçadores, Miñones e estrangeiros: sem dados de seu número;
- Hussardos de Núñez: 2 companhias ao comando do capitão Núñez, 181 homens;
- Patriotas da União: 2 canhões de 2 libras, 2 canhões de 4 libras e 2 obuses de 6 polegadas;
- Voluntários de Colônia: 2ª e 3ª companhias do Primeiro Esquadrão, sb comando de Ramón S. del Pino e os capitães Pedro García e Benito Chain, 100 homens aproximadamente;
- Blandengues, ao comando do alferes de la Peña, 10 homens;
- Voluntários recrutados na campanha e escapados de Montevidéu: sem dados de seu número (provavelmente ao redor de um milhar).

Em 22 de maio, chegaram ao acampamento da Calera os reforços. Elío recebeu seus homens e tomou-lhes juramento de fidelidade nestes termos: "Soldados e irmãos meus: A sorte por meios extraordinários trouxe-me de Espanha a ter a honra de mandar-vos. Ali tenho meditado 24 anos e feito a guerra contra mouros em África, contra portugueses e contra franceses, inimigo o mais respeitável do mundo. Deveis pois considerar tenho algum conhecimento dela."
"Tenho tido ações favoráveis, outras contrárias, tenho recebido nelas dois tiros e jamais tenho tido mais vontades de brigar, nem mais probabilidade de vencer este inimigo mandado por Chefes ignorantes da guerra de terra, composto de soldados comprados e desagradados, como o experimentais por sua extraordinária deserção."
"Vocês sois uns cidadãos que voluntariamente estais com as armas na mão para defender vossa pátria, vossas famílias e a coroa de nosso Augusto Soberano que veneramos e amamos e não quereis sofrer o jugo infame destes piratas, que se têm prevalência do letargo em que estava este pacífico e feliz país. Eles são inferiores em número por mais que o tentem aumentar, se sabe certamente; e não têm recurso algum para escapar como os ataque com firmeza."
"Os conduzi à Colônia a atacá-la de noite para aproveitar-me de seu descuido e aflorar vosso sangue que o estimo como o meu e ser mais completa a vitória. La sorte a tirou de nossas mãos; mas espero que será para consegui-la mais completa."
"Estes colegas valorosos e cheios de fogo que se nos tem reunido vêm a ter parte nela. Recusareis os acompanhar e me acompanhar?  Não o posso crer. Dois meses sozinhos de constância bastam para oprimi-los ou para que tenham a sorte dos de Buenos Aires. Aquela era sua tropa mais escolhida: já vistes o que fizeram; considerem o que farão estes se tendes valor. Fiem pois, em meus desvelos."
"A disciplina, soldados meus vos encarrego, a subordinação a vossos chefes a que vos recomendo, sem elas não pode ter exércitos, nem vitórias que não sejam momentâneas. Senhores oficiais, a vocês os faço responsáveis por que nesta matéria não disimularam nada."
"Agora pois armas ao ombro, Jurais a Deus e prometeis ao Rei defender vossa Pátria e não abandonar a nossos chefes até perder a vida?.".
Durante o discurso ficou de manifesto que nem Arribeños, nem Pardos e Morenos saudaram com entusiasmo a seu comandante. Elío pôs então a seu secretário Julián de Miguel ao comando das duas companhias de Arribeños, secundado por novos oficiais, e comunicou à Real Audiência sua decisão de transladar o acampamento à ribeira norte do arroio de San Pedro, distante a 22 quilómetros da Colônia, para disciplinar a seus homens, fustigar e fomentar a deserção do inimigo e reconhecer o terreno com vistas a um novo ataque à Colônia.
Assim mesmo, a decisão de nomear o tenente de navio Corbera como segundo comandante da expedição, estendeu o descontento a Ramón Del Pino, comandante dos Voluntários de Cavalaria da Colônia, e a seu segundo Francisco Albín, que têm maior grau e antiguidade.
Em 25 de maio, chegam as notícias da chegada de tropas britânicas à Colônia e Elío anuncia que pedirá novos reforços a Buenos Aires se isto se confirma. Por seu lado, aproveitando a presença de vários artilheiros veteranos desertores em seu acampamento, Elío fomenta o envio de suas cartas aos antigos camaradas na Colônia, comentando o bom trato dos espanhóis e incitando-os à deserção.
Depois de encarregar ao Ministro da expedição Rafael Pérez del Puerto a organização de um hospital e depósito de fornecimentos nas orlas do rio San Juan, na madrugada do 4 de junho Elío iniciou a marcha à frente de 1500 homens e estabeleceu seu acampamento num terreno elevado sobre a margem norte do arroio San Pedro. A elevação do terreno, ainda que só de 20 m, era um dos lugares mais altos da zona e era estrategicamente adequada para o acampamento, já que permite a visualização dos arredores e controlava o único vau do caminho entre Colônia e Las Víboras sobre o arroio, que rodeava a posição ao sul e oeste. As orlas pantanosas e a irregularidade do leito do arroio protegeriam sua frente e flancos.

## Combate de San Pedro

### Movimentos britânicos
Como consequência do ataque de Elío à Colônia, Auchmuty decidiu reforçar Pack com as três companhias restantes do primeiro batalhão do 40º, três companhias do 9º Dragões Ligeiros, sob as ordens do capitão Carmichael, e dois canhões de seis libras da Artilharia Real, a cargo do tenente Shepherd. As tropas em Colônia somavam 1500 homens, com o que Pack se considerou com as forças suficientes como para procurar ao inimigo e antecipar um novo assalto.
Em 6 de junho Pack, recebeu notícias de Elío e depois de deixar um forte destacamento na cidade de Colônia sob o comando do major Piaget, às 3 da manhã do 7 de junho pôs-se em marcha à frente de 1107 homens:

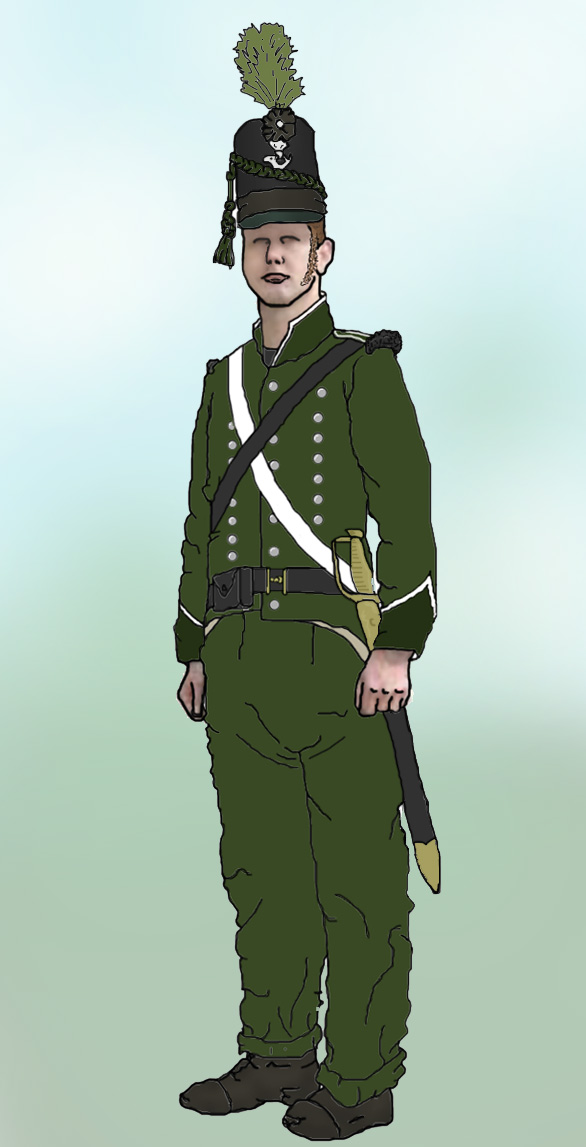
Soldado do 95º Rifles (1815).

- 9º Dragões ligeiros, ao comando do capitão Carmichael com efetivos que atingiam aos 54 ginetes, atuando como vanguarda;
- 40º de Infantaria, 6 companhias do Primeiro Batalhão sob ordens do major Archibald Campbell, com aproximadamente 481 homens de tropa e um total de 541;
- 95º Rifles, 3 companhias do Segundo Batalhão (diminuído) ao comando do major Thomas Christopher Gardner com efetivos aproximados aos 200 homens;
- Batalhão de Infantaria ligeira, ao comando do major William Trotter com 3 companhias reduzidas, 247 homens;
- Artilharia Real, ao comando do tenente Lewis Sheperd com 34 homens do arma, 31 condutores e 2 canhões de 6 libras.

### Forças espanholas
Em San Pedro, Elío conseguiu remontar seu destacamento até uns 2000 homens, a metade dos quais eram voluntários de cavalaria de came apressada e não enquadrados em regimentos. Do resto, o grosso correspondia às forças de Buenos Aires (751 homens mais os servidores de artilharia) às que se somavam homens do cais e milicianos de Colônia. Por arma, 640 eram de infantaria e, descontando artilheiros, o resto de cavalaria, em sua maioria irregular. Por unidades, compunha-se de:
- Patrícios: 1ª (Medrano), 7ª (del Texo) e 8ª (Patrón) companhias do Primeiro Batalhão, 200 homens aproximadamente;
- Arribeños: 2 companhias ao comando do capitão de Miguel e tenente Agustín Marquéz, 120 homens;
- Castas: 4 companhias (2 de granadeiros e 2 de fuzileiros) ao comando do capitão Sosa, 240 homens aproximadamente;
- Real Corpo de Marinha: duas companhias de marinheiros ao comando do tenente de navio de la Corvera, 80 homens;[5]
- Caçadores, Miñones e estrangeiros: sem dados de seu número;
- Hussardos de Núñez: 2 companhias ao comando do capitão Núñez, 181 homens;
- Patriotas da União: 2 canhões de 2 libras, 2 canhões de 4 libras e 2 obuses de 6 polegadas;
- Voluntários de Colônia: 2ª e 3ª companhias do Primeiro Esquadrão, sb comando de Ramón S. del Pino e os capitães Pedro García e Benito Chain, 100 homens aproximadamente;
- Blandengues, ao comando do alferes de la Peña, 10 homens;
- Voluntários recrutados na campanha e escapados de Montevidéu: sem dados de seu número (provavelmente ao redor de um milhar).

### O combate
Pack chegou com seus homens ao arroio às 7 da manhã, "descobrindo a posição do inimigo pela luz de seus fogos à distância de para perto de 5 milhas".
Segundo consta também em sua versão do ocorrido, encontrou seu adversário "…fortemente situado numa altura, com sua frente e flancos protegidos por um rio profundo e pantanoso, no qual só tinha um passo escassamente transitável, que estava defendido por quatro peças de 6 e dois obuses… sua força ultrapassava os dois mil homens".
Elío tinha distribuído sua infantaria localizando em seu flanco direito os marinheiros, no esquerdo os Arribeños, e no centro as tropas do batalhão de Castas. Provavelmente a cavalaria se distribuiu como era habitual nos flancos e a artilharia no centro.
Enquanto às 8 da manhã aproximadamente abriam fogo a artilharia de ambos exércitos, Pack constatou a impossibilidade de flanquear a posição espanhola e decidiu encarar a travessia com a infantaria pelo único vau disponível, para o que ordenou adotar um dispositivo de frente por seções.
Uma vez efetuado a passagem por baixo do fogo da artilharia de Elío, as tropas formaram-se em linha, fizeram uma conversão para a esquerda e lançaram-se num ataque frontal morro acima sem abrir fogo.
Ante o avanço, relata Pack que cedo "retrocedeu a cavalaria inimiga, mas a infantaria, com minha surpresa ficou até que nos aproximamos a poucos passos, fugindo então em desordem, atirando suas armas e munições e nos deixando em posse de seus canhões e campo com um estandarte e cento e cinco prisioneiros, inclusive o segundo comandante e cinco oficiais mas…se tivéssemos podido fazer passar pelo vau a nossa cavalaria e aos canhões, tenho a segurança de que tivéssemos tomado ou destruído toda a força inimiga".
Efetivamente, quando os britânicos "chegaram a se pôr a 30 passos de distância então Elío, que muito (sic) pouco fogo quis que se trocasse(sic), mandou disparar e atacar com baionetas (…) o flanco direito composto pelos Marinheiros, e a esquerda dos Arribeños, que não puderam sustentar o ataque pela excessiva desigualdade…" se dispersaram junto com a cavalaria pelo que a descarga fechada e o ataque frontal foi suportado pelo centro, Patrícios e Castas.
Pack em sua parte relata que "O inimigo parecia muito resolvido, até que chegaram os ingleses à distância de oitenta varas deles, e fazendo uma descarga geral se voltaram e jogaram a correr em confusão grandíssima, atirando ao solo todas suas armas e vestimentas."
Como fora, o ataque conseguiu se impor e ao choque inicial lhe seguiu uma retirada desordenada ficando os ingleses donos do campo de combate.
Os britânicos não perseguiram aos vencidos e regressaram à Colônia do Sacramento no mesmo dia.

### Consequências
De acordo com a versão de Pack publicado o 10 de julho pelo jornal “As Estrelas do Sul” de Montevidéu "as perdas dos espanhóis foram de 120 mortos e um número grande de feridos e que o vencedor se apoderou de um estandarte, seis peças de artilharia, para perto de 300 fuzis, uma quantidade de equipamentos de guerra e 105 prisioneiros" entre os quais se encontravam "O segundo comandante D. Juan Bautista Raymond, um major, dois capitães e dois tenentes". Tanto Raymond como um dos capitães, Agustín Sosa, foram autorizados por Pack a regressar a Buenos Aires, enquanto o resto foi conduzido num bergantim para Montevidéu.
Morreram em combate o tenente da 5.ª Companhia do 1º Batalhão de Patrícios José Quesada, 10 soldados do mesmo Corpo e 109 soldados de outros corpos, sendo estas as primeiras baixas em combate da Legião de Patrícios.
As tropas inglesas tiveram 2 soldados morridos e 23 feridos entre eles o major Trotter (substituído à frente de sua unidade pelo tenente Shepherd), o capitão Willgrass e um cabo. Ao fim do combate e ao querer destruir duas carroças com munições ficaram feridos o major Thomas Christopher Gardner, o cirurgião assistente Turner e 14 soldados do 95º Rifles.
Outras fontes contabilizam ao todo 5 mortos e 40 feridos entre os britânicos e cifram o número de fuzis perdidos pelos espanhóis em 253, coincidindo no resto.
Os feridos foram atendidos no hospital de Colônia pelos cirurgiões britânicos (excetuando Turner que resultou ele mesmo ferido) e pelo doutor Francisco García.
Devido a derrota, Elío teve que regressar com rapidez a Buenos Aires, finalizando todo a tentativa de disputar o domínio da banda oriental com os britânicos, enquanto estes estavam livres para manobrar contra a capital do vice-reino. A libertação de Colônia e o resto da banda oriental conseguir-se-ia nas ruas de Buenos Aires durante a defesa.